# Ardisia opaca
Ardisia opaca é uma espécie de planta da família Myrsinaceae. É encontrada na Colômbia, Costa Rica e no Panamá.